# Gare de Vicoigne
Ne doit pas être confondue avec la gare de Raismes (Nord).
La gare de Vicoigne, également appelée gare de Raismes-Vicoigne, est une ancienne gare ferroviaire française de la ligne de Fives à Hirson, située à proximité du quartier de Vicoigne, sur le territoire de la commune de Raismes, dans le département du Nord, en région Hauts-de-France.
Elle est mise en service en 1870, par la Compagnie du chemin de fer de Lille à Valenciennes. Sa fermeture est effectuée en 1973, par la Société nationale des chemins de fer français (SNCF).

## Situation ferroviaire
Établie à 19 mètres d'altitude, la gare de Vicoigne est située au point kilométrique (PK) 41,350 de la ligne de Fives à Hirson (qui fait partie intégrante de la Transversale Nord-Est), entre les gares ouvertes de Saint-Amand-les-Eaux et de Valenciennes (s'intercale, côté Hirson, la gare fermée de Beuvrages).
C'est près de cette gare que s'embranchait la voie d'accès à la fosse no 3 de l'ancienne Compagnie des mines de Vicoigne.

## Histoire
La gare — dont le chantier débute en 1868 — est mise en service à l'ouverture de la section Lille – Valenciennes de la ligne de Fives à Hirson, réalisée par la Compagnie anonyme du chemin de fer de Lille à Valenciennes et ses Extensions le 22 juin 1870. La Compagnie des chemins de fer du Nord devient l'exploitant de cette section dès 1876, mais également son concessionnaire à partir de 1883. Pour l'année 1899, le trafic de la gare est évalué à 20 536 voyageurs et 91 262 tonnes de marchandises (nombre élevé en raison des productions minières), selon un rapport de ladite compagnie.
Elle intègre à sa création, le 1er janvier 1938, le réseau de la SNCF. En 1960, la gare dispose de deux quais latéraux ainsi que de voies de service, et dessert un embranchement particulier. Sa fermeture intervient en 1973.

## Patrimoine ferroviaire
Le bâtiment voyageurs, les quais et les autres installations de la gare ont tous été rasés en 1973, à la suite d'une décision prise par la SNCF le 2 décembre 1972. Cela est motivé par la nécessité d'apporter de légères modifications au tracé de la ligne (et donc du dévers de ses voies) dans les courbes situées de chaque côté du site,.